# Moustapha el-Nahhas Pacha
Mustafa el-Nahhas Pacha ou Mustafa Nahas (en arabe : مصطفى النحاس باشا), né le 15 juin 1879 à Gharbia et mort le 23 août 1965 à Alexandrie,  fut une figure politique égyptienne. Il occupa cinq fois la place de Premier ministre pendant le royaume égyptien. Il est l'Égyptien ayant occupé le plus de fois la fonction de Premier ministre.

## Biographie
Il est né à Samanud (Gharbiyya), où son père était un marchand de bois. Après avoir obtenu sa licence de la faculté de droit de Khédivial en 1900, il a travaillé dans le cabinet juridique de Mohammad Farid avant d'ouvrir son propre cabinet à Mansoura. En 1904, il devient juge à la Cour nationale de Tanta. Il en est exclu en 1919 quand il rejoint le Wafd. Il est exilé avec Saad Zaghloul aux Seychelles de 1921 à 1923. À son retour, Nahhas est choisi pour représenter Samanud dans la première Chambre des députés élue sous la Constitution de 1923.

Il est nommé ministre de la Communication en 1924. Réélu en 1926 comme député (Gharbiyya), les Britanniques mettent leur veto à une nouvelle nomination à un poste ministériel. En revanche, il est élu vice-président de la Chambre, puis président en 1927. 

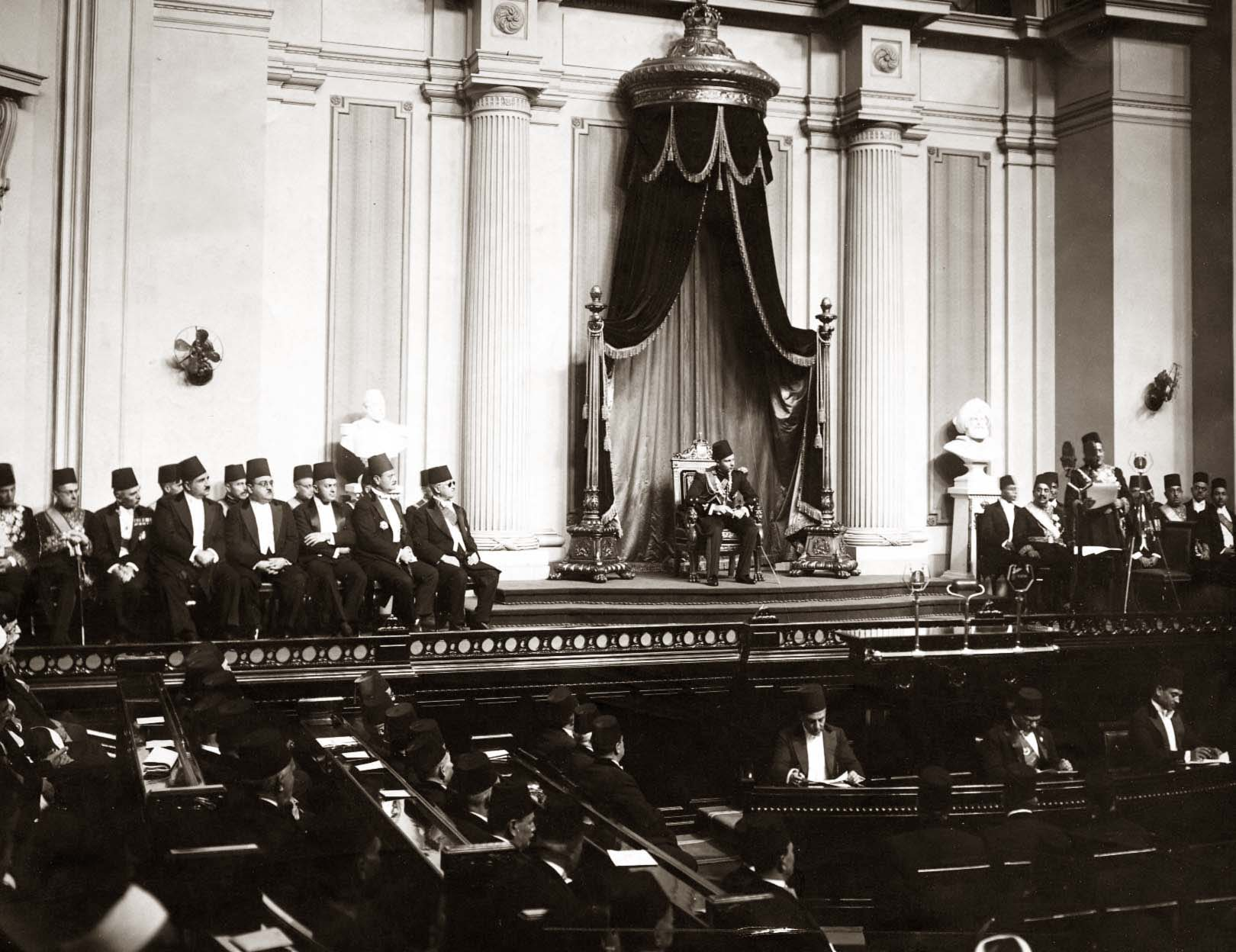
Moustapha el-Nahhas Pacha prononçant un discours dans l'Assemblée du peuple d'Égypte, devant le roi Farouk (Le Caire, 1937).

À la mort de Saad Zaghloul en août 1927, il dirige le parti Wafd contre le propre neveu Saad de Saad Zaghloul. Il exerce les fonctions de Premier ministre d'Égypte en 1928, 1930, entre 1936 et 1937, à partir de 1942 jusqu'en 1944, et enfin entre 1950 et 1952. 
Il est victime d'un attentat à Rome le 22 mars 1942 en quittant la mosquée Al huouseiny, un des étudiants de l'université arabe proche de la mosquée, tira dans sa direction et la balle pénétra ses vêtements sans le toucher. L'étudiant a été arrêté, trois autres de la manifestation sont tués. Il est remis en liberté considéré comme un exalté pour ne pas envenimer la situation.
Nahhas a épousé une femme beaucoup plus jeune d'une famille très en vue. Sa femme semble avoir joué un rôle dans la rupture entre Mustafa el-Nahas et Makram Ebeid. Bien des années plus tard, Makram Ebeid a demandé pardon dans son fameux livre (Le livre noir) pour ses propos à l'encontre de Nahhas et de sa femme.

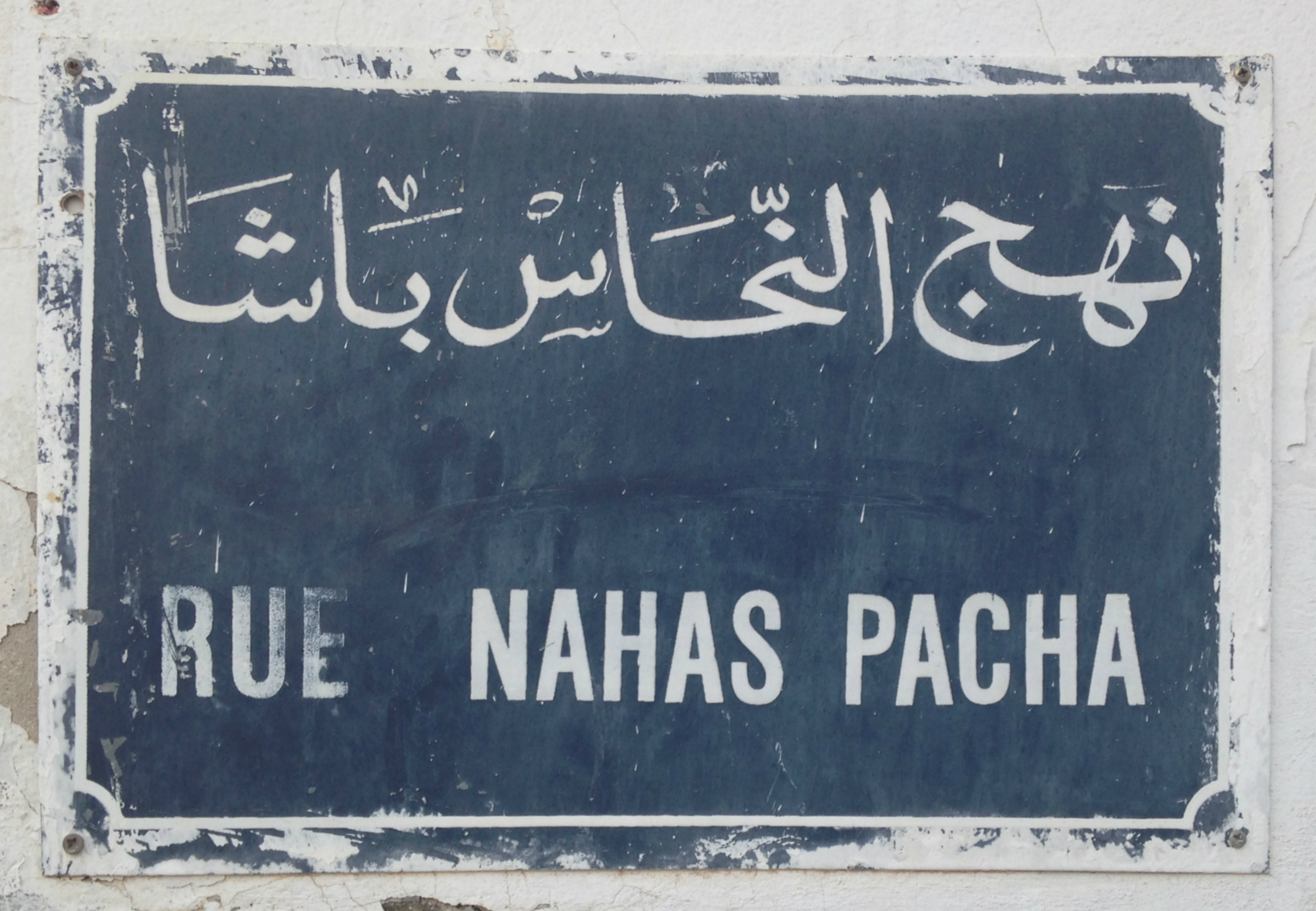
Rue Nahas Pacha dans la ville de Khniss, en Tunisie.

Il est l'un des fondateurs de la Ligue arabe en 1944. Il a été Premier ministre pendant quelques mois en 1928 après des affrontements avec le roi sur son désir de limiter strictement le pouvoir royal. Lorsque la grande révolte palestinienne de 1936-1939 a commencé Nahhas pacha a participé à la création du Haut Comité arabe pour défendre les droits du peuple palestinien. Il était l'un des signataires du traité anglo-égyptien de 1936, mais l'a dénoncé en 1951. Cela a conduit à des manifestations anti-britanniques qui ont entraîné son limogeage en tant que Premier ministre en janvier 1952. Après la révolution égyptienne de 1952, le parti Wafd a été dissous. Lui et son épouse ont été emprisonnés de 1953 à 1954. Puis il se retira de la vie politique. Sa mort le 23 août 1965 donna lieu à une manifestation de masse lors de son enterrement, manifestation autorisée, mais mal accueillie par le gouvernement de Gamal Abdel Nasser. Des  milliers de personnes suivirent le cortège funèbre en scandant « pas de leader après vous Nahhas ».

## Décorations
- Grand cordon de l'ordre du Nil (Égypte)

- Grand cordon de l'ordre de Mohamed Ali (Égypte)
- Grand cordon de l'ordre d'Ismaïl (Égypte)
- Grand cordon de l'ordre de Salomon (Empire éthiopien)
- Grand commandeur de l’ordre du Rédempteur (royaume de Grèce)
- Grand officier de l'ordre de la Couronne d'Italie (royaume d'Italie)
- Chevalier commandeur de l'ordre de Saint-Michel et Saint-Georges (Royaume-Uni)
- Grand-croix de l'ordre du Nichan Iftikhar (royaume de Tunisie)

## Sources
- (en) Cet article est partiellement ou en totalité issu de l’article de Wikipédia en anglais intitulé « Mustafa el-Nahhas » (voir la liste des auteurs).